# Удружење грађана „Ера” Ужице
Удружење грађана „Ера” Ужице је непрофитна невладина организација, основана у новембру 2002. године, са циљем очувања и представљања традиционалног фолклорног стваралаштва.
Удружење је, уз покровитељством Града Ужица, организатор Дечијег међународног фестивала „Лицидерско срце”.
У Удружењу раде:
- фолклорни ансамбли,
- школа фолклора,
- певачке групе,
- народни оркестар